# Motacilla cinerea

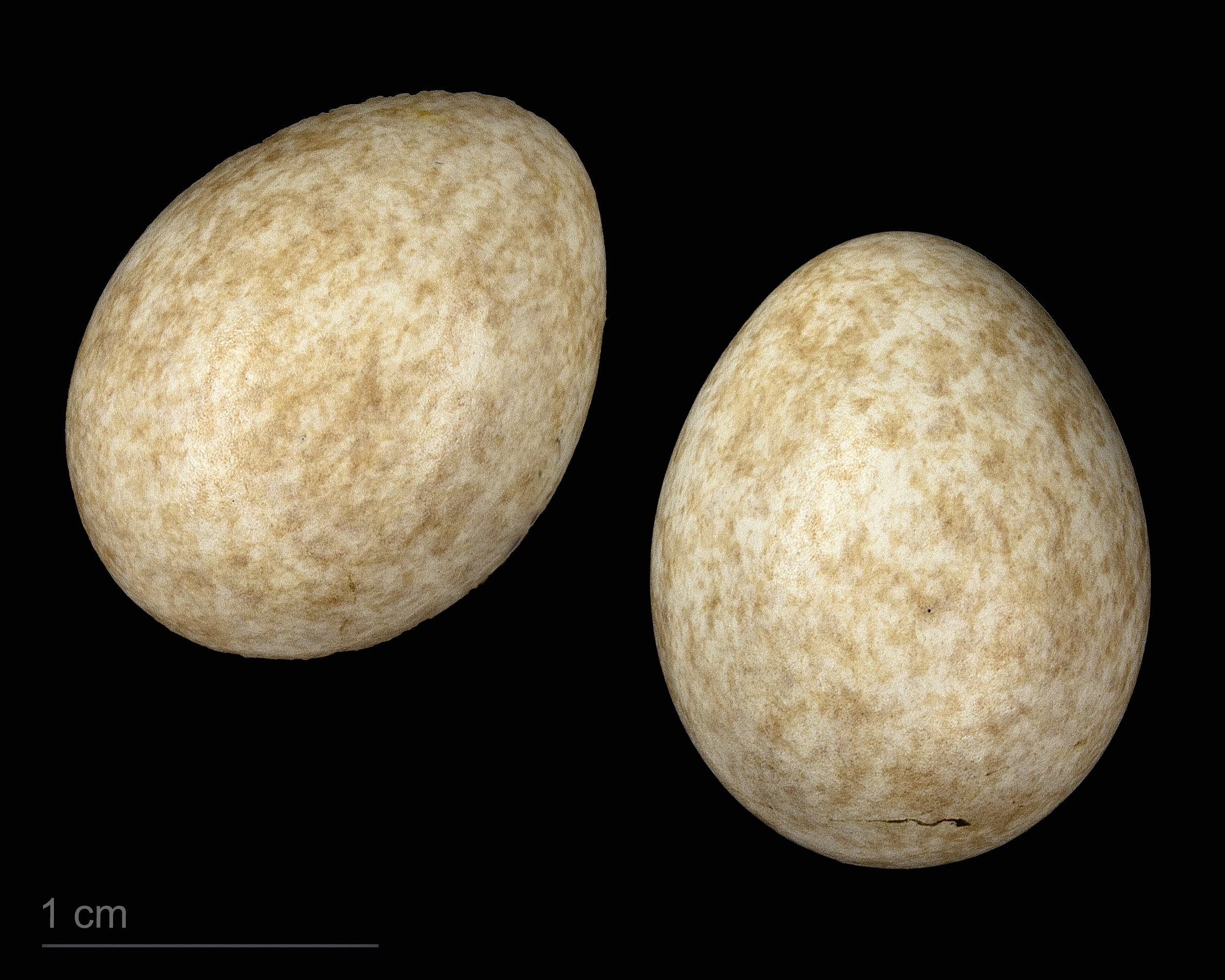
Motacilla cinerea canariensis - MHNT

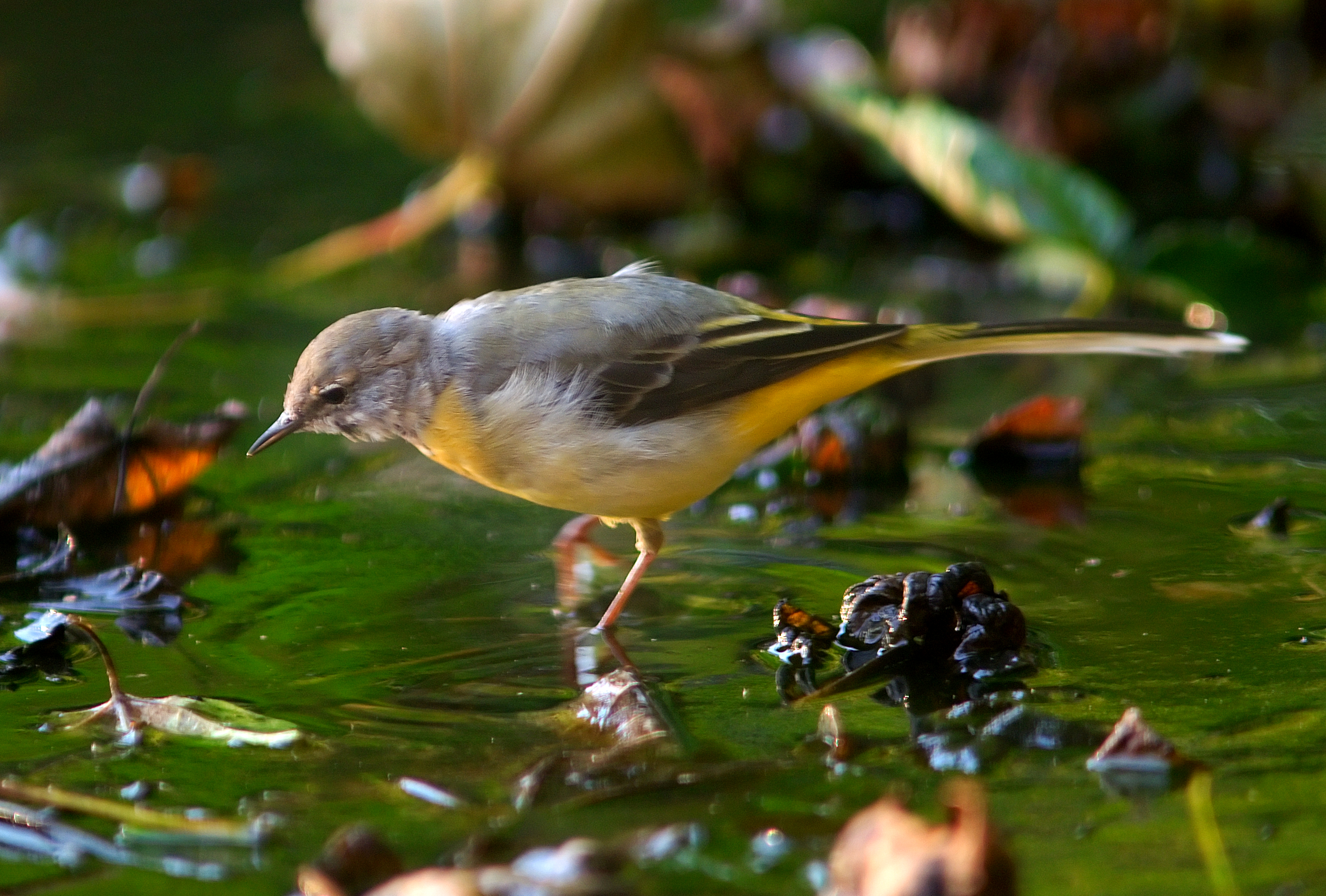
Motacilla cinerea

A Motacilla cinerea, comummente conhecida como alvéola-cinzenta(também grafada «alvéloa-cinzenta»), é uma espécie de aves passeriforme, classificada no género Motacilla da família dos Motacilídeos.

## Nomes comuns
Dá ainda pelos seguintes nomes comuns: chirina-do-rio e lavandisca-do-rio.

## Descrição
As alvéolas-cinzentas são aves de pequeno porte de constituição delgada, com um comprimento que ronda os 19,5 centímetros. O bico é alongado e fino, próprio para uma alimentação à base de insectos. A cauda longa é agitada de um lado para o outro quando a alvéola está em repouso. As patas são relativamente longas e terminam em dedos com garras compridas. A plumagem é geralmente branca, negra e/ou cinzenta, com o ventre amarelo. As cores do macho e da fêmea são muito parecidas entre si, sendo que no entanto a cor cinzenta do dorso da fêmea geralmente penetra pelo preto da coroa.
A época de acasalamento desta espécie ocorre no fim do Inverno. A fêmea constrói um ninho em qualquer concavidade, seja um buraco de um muro, as raízes de uma árvore, a cavidade de um tronco de árvore, um local abrigado de um telhado. A postura ronda geralmente cinco a seis ovos que são incubados pela fêmea por cerca de duas semanas. Os juvenis saem do ninho duas ou três semanas depois, geralmente já durante a Primavera.
Pode ser avistada em campos abertos, prados, margens fluviais e lacustres e no caso das ilhas surge frequentemente à beira-mar, com mais frequência no Verão enquanto no Inverno tem tendência a se deslocar mais para as Serras.